# 64-я танковая бригада
 64-я танковая бригада  — танковая бригада Красной армии в годы Великой Отечественной войны.
Сокращённое наименование — 64  отбр.

## Боевой и численный состав
Бригада сформирована по штатам №№ 010/345-010/352 от 15.02.1942 г.:
- Управление бригады [штат № 010/345]
- 297-й отд. танковый батальон [штат № 010/346]
- 298-й отд. танковый батальон [штат № 010/346]
- Мотострелково-пулеметный батальон [штат № 010/347]
- Противотанковая батарея [штат № 010/348]
- Зенитная батарея [штат № 010/349]
- Рота управления [штат № 010/350]
- Рота технического обеспечения [штат № 010/351]
- Медико-санитарный взвод [штат № 010/352]

В сентябре 1942 г. переведена на штаты №№ 010/240-010/248 от 06.09.1942 г.:
- Управление бригады [штат № 010/240]
- 297-й отд. танковый батальон [штат № 010/241]
- 298-й отд. танковый батальон [штат № 010/242]
- Моторизованный стрелково-пулеметный батальон [штат № 010/243]
- Истребительно-противотанковая артиллерийская батарея [штат № 010/244]
- Рота управления [штат № 010/245]
- Рота технического обеспечения [штат № 010/246]
- Медико-санитарный взвод [штат № 010/247]
- Зенитная батарея [штат № 010/248]

## Подчинение
Периоды вхождения в состав Действующей армии:
- с 11.04.1942 по 15.07.1942 года.
- с 17.09.1942 по 22.12.1942 года.

| Дата            | Фронт (округ)             | Армия      | Корпус               | Дивизия | Бригада | Примечания |
| --------------- | ------------------------- | ---------- | -------------------- | ------- | ------- | ---------- |
| 01.03.1942 года | Московский военный округ  |            |                      |         |         |            |
| 01.04.1942 года | Московский военный округ  |            |                      |         |         |            |
| 01.05.1942 года | Юго-западный фронт        | 6-я армия  | 21-й танковый корпус |         |         |            |
| 01.06.1942 года | Юго-западный фронт        | 6-я армия  | 21-й танковый корпус |         |         |            |
| 01.07.1942 года | Южный фронт               | 38-я армия |                      |         |         |            |
| 01.08.1942 года | Приволжский военный округ |            |                      |         |         |            |
| 01.09.1942 года | Приволжский военный округ |            |                      |         |         |            |
| 01.10.1942 года | Донской фронт             |            |                      |         |         |            |
| 01.11.1942 года | Донской фронт             |            |                      |         |         |            |
| 01.12.1942 года | Донской фронт             |            |                      |         |         |            |
| 01.01.1943 года | РВГК                      |            |                      |         |         |            |

## Командиры

### Командиры бригады
- Постников Михаил Ефимович, подполковник (27.05.1942 погиб в бою), 01.03.1942 - 27.05.1942 года.[1]
- Красных Иван Иванович, подполковник,  врио, 28.05.1942 - 07.06.1942 года.[2]
- Красных Иван Иванович, подполковник, ид 07.06.1942 - 30.08.1942 года.
- Красных Иван Иванович, подполковник, 30.11.1942 полковник,30.08.1942 - 22.12.1942 года.

### Начальники штаба бригады
- Красных Иван Иванович, подполковник, 11.04.1942 - 07.06.1942 года.
- Абрамкин Сергей Сергеевич, майор, 00.06.1942 - 14.10.1942 года.[3]
- Бордюков Пётр Михайлович, майор, 18.10.1942 - 00.01.1943 года.[4]

### Заместитель командира бригады по строевой части
- Поляков Василий Михайлович, полковник, 00.06.1942 - 00.10.1942 года.

### Начальник политотдела, заместитель командира по политической части
- Винницкий Борис Соломонович, батальон. комиссар, 05.03.1942 - 18.05.1942 года.
- Владимиров Алексей Владимирович, майор. 20.05.1942 - 20.12.1942  года.